# شلادن-ورلا
شلادن-ورلا (به آلمانی: Schladen-Werla) یک شهر در آلمان است که در Wolfenbüttel واقع شده‌است. شلادن-ورلا ۸٬۹۷۸ نفر جمعیت دارد.